# درآمدی بر جامعه‌شناسی خانواده
درآمدی بر جامعه شناسی خانواده کتابی در حوزه جامعه شناسی و اثر نعمت الله تقوی می باشد. این کتاب به عنوان یکی از کتاب های درسی مرجع حوزه خانواده در برخی دانشگاه های کشور از جمله دانشگاه پیام نور تدریس می شود.

## مضمون کتاب
بخش اول کتاب «خانواده» است که در آن ۷ فصل با عناوین « مفاهیم اساسی»،«نظریه های تکوین و تحول خانواده»، «معیارهای طبقه بندی خانواده» ،«روابط درون خانواده» ،«کارکردهای خانواده» ،«تنظیم خانواده و تحدید موالید» و «تحول و آینده خانواده» نگاشته شده است و در بخش دوم با عنوان« خویشاوندی» سر فصل های «خویشاوندی و ساختار اجتماعی»،«نظام های خویشاوندی» و
«شبکه های خویشاوندی» مطرح می شود و در بخش سوم و پایانی به موضوع «ازدواج و طلاق» بر اساس
«نظامهای زناشویی»، «طلاق و عوامل آن»،«تعریف و هدف از ازدواج» ،«همسر گزینی و همسان گزینی» و در پایان «ویژگی های جمعیتی و اجتماعی ازدواج» اشاره می شود .